# Rio Traíras
Rio Traíras är ett vattendrag i Brasilien.   Det ligger i delstaten Goiás, i den centrala delen av landet, 200 km norr om huvudstaden Brasília.
Omgivningarna runt Rio Traíras är huvudsakligen savann. Runt Rio Traíras är det glesbefolkat, med 14 invånare per kvadratkilometer.